# زنان در پزشکی
حضور زنان در پزشکی، به ویژه در زمینه‌های عملی جراحی و به عنوان پزشک، به اوایل تاریخ انسان بازمی‌گردد. زنان از نظر تاریخی دارای مشارکت کمتری در زمینه‌های پزشکی در مقایسه با مردان هستند و نرخ اشغال آن‌ها نیز با توجه به نژاد، وضعیت اقتصادی، اجتماعی و جغرافیایی متفاوت است.
کارهای غیررسمی زنان در پزشکی در نقش‌هایی مانند مراقب، یا به عنوان متخصصان پیراپزشکی، گسترده بوده‌است. از آغاز سده بیستم، بیشتر کشورهای جهان دسترسی مساوی به آموزش پزشکی را برای زنان نیز فراهم کرده‌اند. همه کشورها فرصت‌های شغلی برابر را تضمین نمی‌کنند، و برابری جنسیتی هنوز هم در تخصص‌های پزشکی و در سراسر جهان حاصل نشده‌است. مطالعات نشان می‌دهد که پزشکان زن ممکن است مراقبت‌های با کیفیت بالاتری نسبت به پزشکان مرد ارائه دهند.

## پیشینه

### پزشکی باستان
مشارکت زنان در زمینه پزشکی در چندین تمدن اولیه ثبت شده‌است. مریت پته یک زن مصری در دوره آغازین دودمانی یا پادشاهی کهن مصر است که در کتیبه‌ای به عنوان «پزشک ارشد» توصیف شده‌است. او نخستین زنی است که در تاریخ دانش این گونه نامگذاری شده‌است. آگامده نیز توسط هومر به عنوان یک شفادهنده در یونان باستان پیش از جنگ تروا یاد شده‌است. اگنودیس نخستین پزشک زنی بود که در سده ۴ پیش از میلاد در آتن به‌طور قانونی کار می‌کرد. مترودورا یک پزشک و نویسنده بود و عموماً به عنوان نخستین نویسنده پزشکی شناخته می‌شود. کتاب وی با عنوان «در مورد بیماری‌ها و معالجه زنان» کهن‌ترین کتاب پزشکی است که توسط یک زن نوشته شده و اغلب توسط بسیاری دیگر از پزشکان زن به آن مراجعه می‌شد. او بسیاری از نوشته‌های خود را مرهون ایدئولوژی‌های بقراط است.

### اروپای قرون وسطی

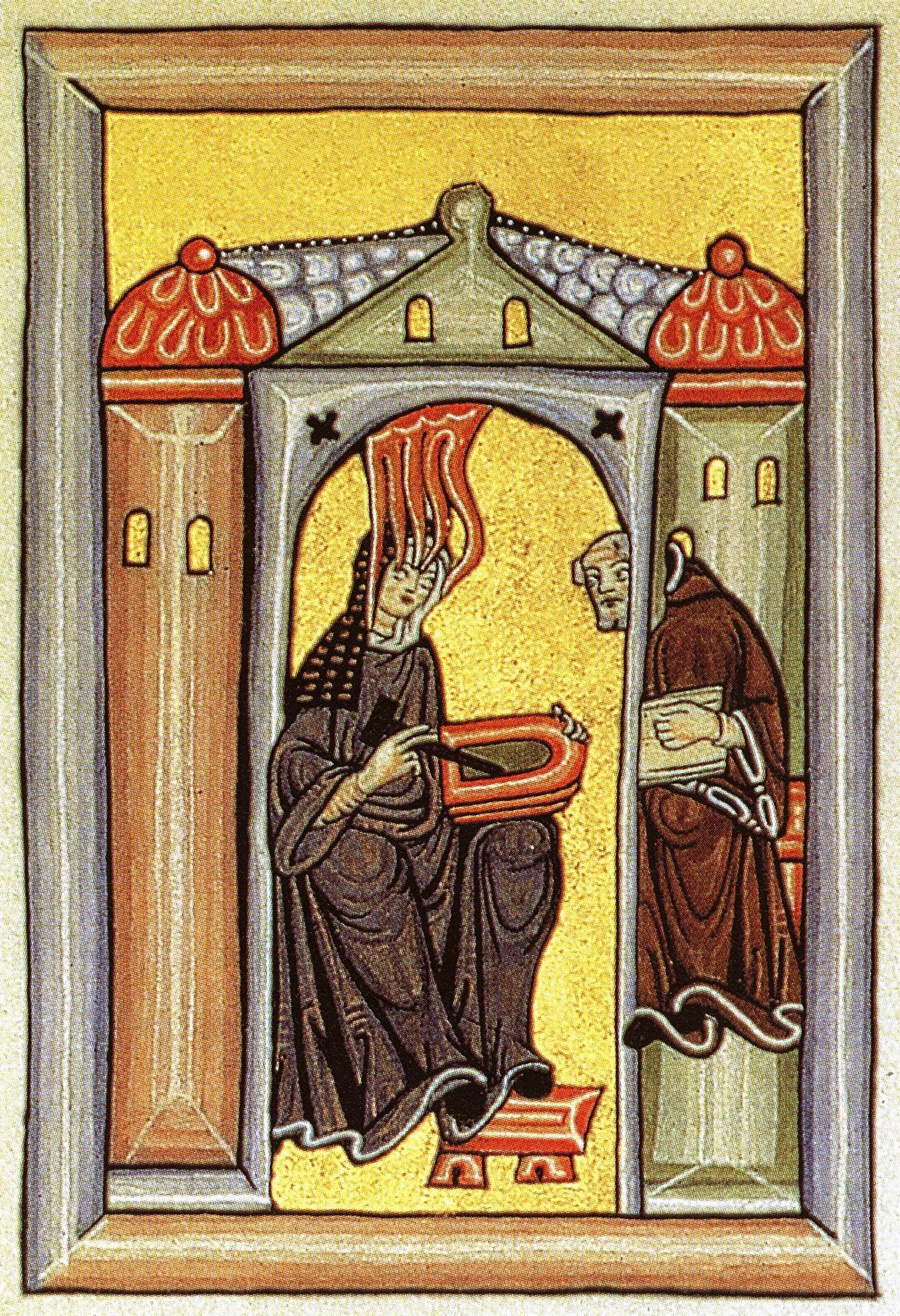
هیلدگارد بینگنی، یک سرراهبه آلمانی قرون وسطایی بود که «کتاب علل و درمان» را در سال ۱۱۷۵ نوشت.

در طول قرون وسطی، مراسم مذهبی یک مکان متمرکز برای آموزش زنان بود و برخی از این جوامع فرصت‌هایی را برای زنان فراهم می‌کردند تا در پژوهش‌های علمی کمک کنند. یکی از این نمونه‌ها سرراهبه آلمانی، هلیگارد بینگنی (حدود ۱۱۵۱–۵۸) بود که دارای نوشته‌های محبوبی دربارهٔ درمان علمی بیماری‌های مختلف، و در مسائل پزشکی، گیاه‌شناسی و تاریخ طبیعی است. وی نخستین پزشک زن آلمان به‌شمار می‌رود.
زنان در این دوره تعداد مشخصی از کارکنان پزشکی را اشغال کردند. آنها به عنوان گیاه‌شناس دارویی، ماما، جراح ، جراح آرایشگر، پرستار و تجربه‌گرای سنتی پکار می‌کردند. درمانگران زن فقط به درمان زنان نمی‌پرداختند و بیشتر بیماران را درمان می‌کردند. نام ۲۴ زن به عنوان جراح در ناپل ایتالیا در میان سال‌های ۱۲۷۳ و ۱۴۱۰ میلادی ثبت شده‌است. در فرانکفورت آلمان در میان سال‌های ۱۳۸۷ و ۱۴۹۷ میلادی نیز مراجعاتی به ۱۵ زن درمانگر که بیشتر آن‌ها یهودی بودند و هیچ‌یک به عنوان ماما معرفی نمی‌شدند، ذکر شده‌است.
زنان همچنین بدون اینکه فعالیت‌های خود را در پرونده‌هایی ثبت کنند، به کارهای مامایی و درمانگری می‌پرداختند و در مناطق روستایی یا جایی که دسترسی کمی به مراقبت‌های پزشکی وجود داشت، به کار می‌پرداختند. جامعه در قرون وسطی نقش زنان را به عنوان پزشک محدود کرد. هنگامی که دانشگاه‌ها دانشکده‌های پزشکی را در سده سیزدهم میلادی تأسیس کردند، زنان از آموزش پزشکی پیشرفته مستثنی شدند. مجوز نیاز به نذورات دفتری داشت که زنان واجد شرایط نبودند و درمان به عنوان یک حرفه انحصاری برای مردان دیده می‌شد.

### جهان اسلام قرون وسطی
اطلاعات کمی در مورد زنان پزشک جهان اسلام در قرون وسطی موجود است، هرچند که به احتمال زیاد زنان به‌طور منظم با برخی از ظرفیت‌ها درگیر عمل پزشکی بودند. نویسندگان پزشکی مرد در توصیف روش‌ها یا موقعیت‌های خاص به حضور پزشکان زن (طبیبه) اشاره کرده‌اند. زهراوی، پزشک و جراح سده ۱۰ و ۱۱ اندلسی، نوشته‌است که برخی از اقدامات پزشکی که نیاز به لمس دستگاه تناسلی برای بیماران زن دارد برای پزشکان مرد دشوار است. در این زمینه پزشک مرد موظف بود یک پزشک زن یا یک پزشک خواجه را پیدا کند که بتواند کار را انجام دهد یا یک ماما با دستور گرفتن از جراح مرد این کار را انجام دهد. وجود پزشکان زن را می‌توان، البته نه به صراحت، از طریق شواهد مستقیم استنباط کرد. ماماها نقش مهمی در ارائه خدمات بهداشتی به زنان داشتند. برای این متخصصان، اطلاعات دقیق‌تری هم از نظر اعتبار کار آن‌ها (ابن خلدون آن را یک کار نجیب و «چیزی که در تمدن لازم است» می‌خواند) و هم از نظر اطلاعات زندگی‌نامه، در دسترس است. تا به امروز، هیچ کتاب پزشکی شناخته شده‌ای که توسط زنی در جهان اسلام قرون وسطی نوشته شده باشد، شناسایی نشده‌است.

## پزشکی نوین

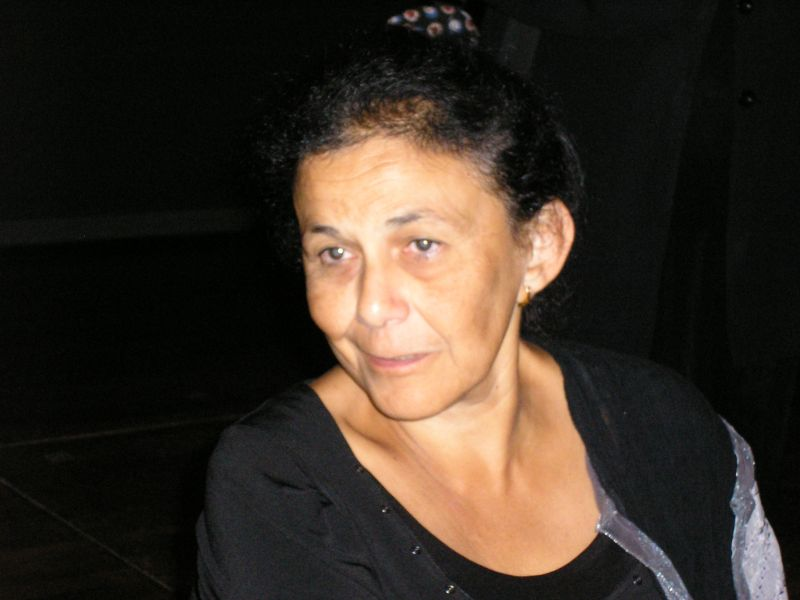
وفا الصدر, اپیدمیولوژیست مصری و همکار مک آرتور ۲۰۱۰

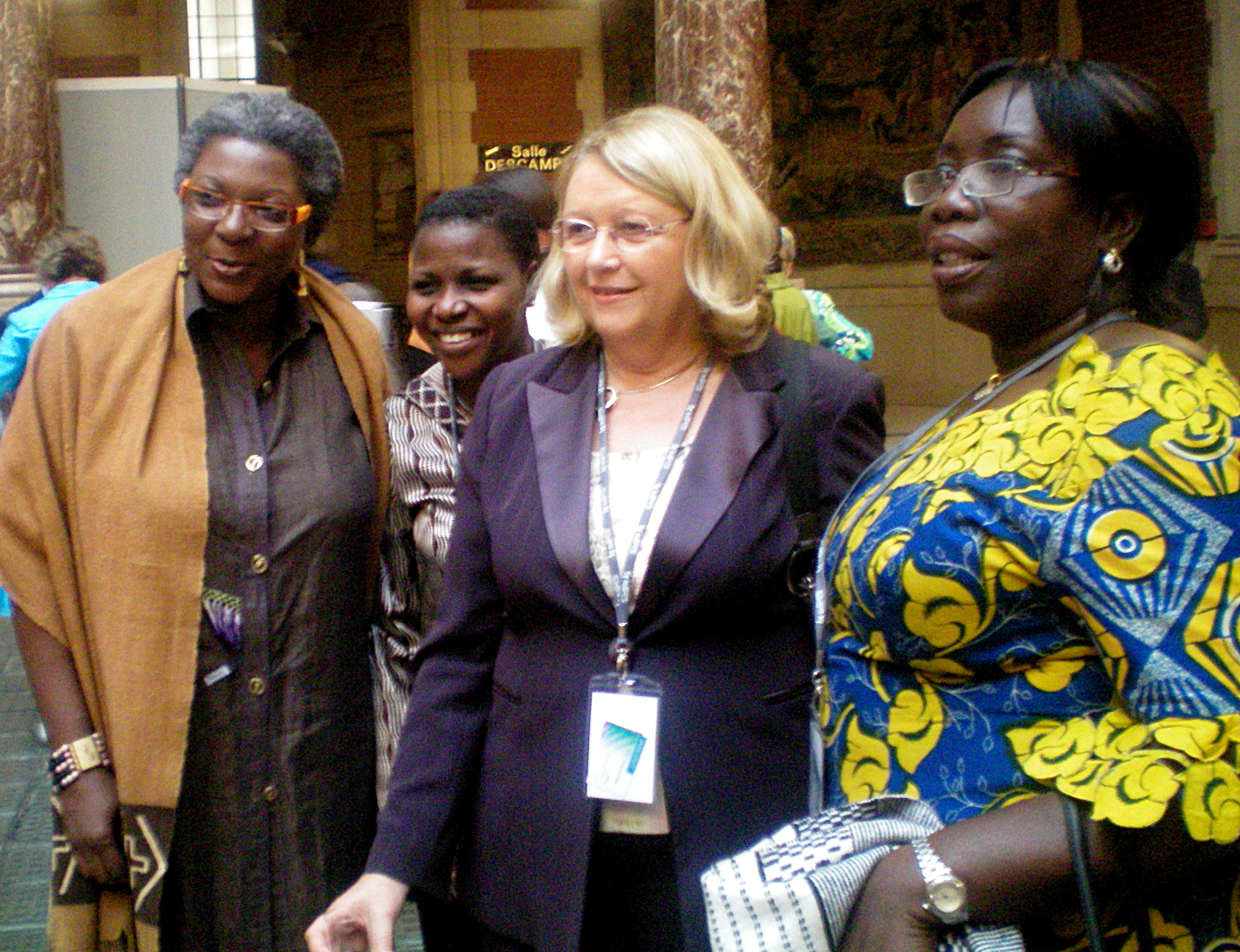
مونیک فریز (نفر وسط) مهندسی پزشکی کانادایی ۲۰۰۸

در سال ۱۵۴۰ میلادی، شاه هنری هشتم انگلیس منشور شرکت جراح-آرایشگران را اعطا کرد. گرچه این امر منجر به تخصصی شدن حرفه‌های مراقبت‌های بهداشتی (به عنوان مثال جراح‌ها و آرایشگرها) شد، باعث شد که زنان از انجام این حرفه‌ها منع شوند. زنان در طول این مدت بدون آموزش رسمی یا به رسمیت شناختگی در بریتانیا و همچنین آمریکای شمالی برای چند سده بعدی به کار در زمینه پزشکی ادامه دادند.
ماری ادواردز واکر یک جراح اهل ایالات متحده آمریکا بود. او همچنین از جمله زنانی بود که به مخالفت با بردگی برخاست. او در جریان جنگ داخلی آمریکا به‌عنوان یک پرستار شروع به فعالیت کرد اما از آنجا که او یک زن بود، کسی به او اعتماد نمی‌کرد، ولی توانست با پشتکار فراوان به دیگران بفهماند که می‌تواند همانند یک مرد، حتی در جبهه‌های جنگ نیز فعالیت کند. او پس از چندی به تنها جراح ارتش تبدیل شد و در جریان همین جنگ بود که به اسارت درآمد.

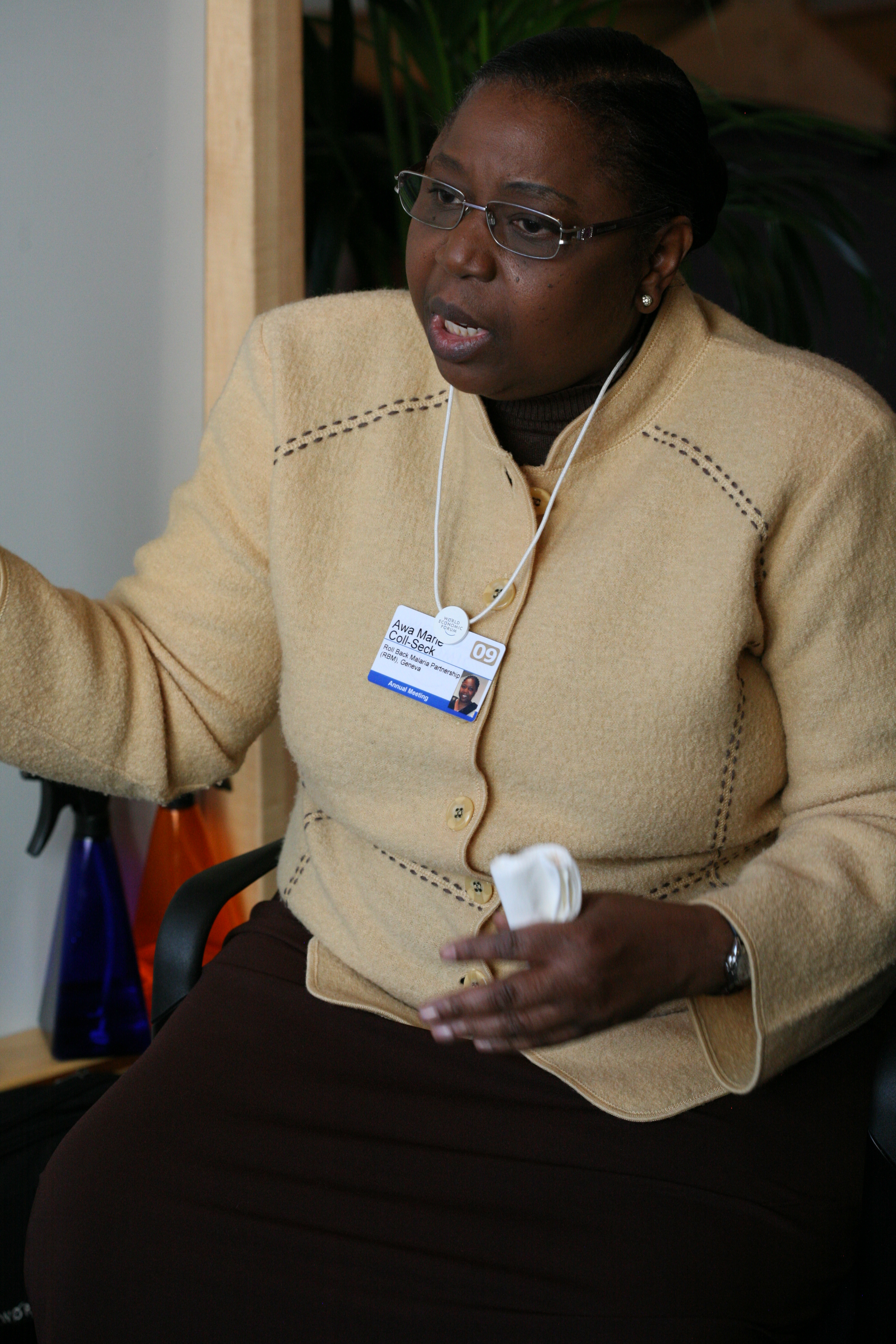
آوا ماری کول-سک، وزیر بهداشت پیشین سنگال در سال ۲۰۰۹

مشارکت زنان در مشاغل پزشکی در طی دهه‌هایی که پزشکی به عنوان یک حرفه شناخته می‌شد، معمولاً با عوامل قانونی و اجتماعی محدود می‌شد. زنان در طول سده نوزدهم و بیستم به‌طور آشکار در مشاغل پیراپزشکی (پرستاری، مامایی و غیره) طبابت می‌کردند و در این دوران به آموزش پزشکی و کارهای پزشکی در بسیاری از نقاط جهان دسترسی پیدا کردند. این دستاوردها گاهی با عقب‌نشینی روبرو می‌شدند. به عنوان مثال، مری روت والش کاهش پزشکان زن در ایالات متحده را در نیمه نخست سده بیستم ثبت کرد، به طوری که تعداد پزشکان زن در سال ۱۹۵۰ کمتر از ۱۹۰۰ بود. در نیمه دوم سده بیستم، زنان عمومادر سراسر کشور به دستاوردهای قابل توجهی دست یافتند. برای نمونه در ایالات متحده در سال ۱۹۶۹ زنان ۹٪ از شمار کل دانشجویان دانشکده پزشکی را شکل می‌دادند در حالی که این تعداد در سال ۱۹۷۶ به ۲۰٪ افزایش یافته بود. تا سال ۱۹۸۵، زنان ۱۶٪ از پزشکان در حال کار آمریکایی را تشکیل می‌دادند.
در آغاز سده بیست و یکم در کشورهای صنعتی، زنان دستاوردهای قابل توجهی را در حوزه پزشکی کسب کرده‌اند، اما هنوز نتوانسته‌اند اط نظر تعداد در حرفه پزشکی با مردان برابری کنند. تعداد زنان در برخی از کشورهای صنعتی در دانشکده‌های پزشکی به تعداد مردان رسیده‌است و از سال ۲۰۰۳ بیشتر متقاضیان دانشکده‌های پزشکی ایالات متحده را آن‌ها تشکیل می‌دهند. در ستا ۲۰۰۷ و ۲۰۰۸، زنان ۴۹٪ از متقاضیان دانشکده پزشکی و ۴۸٫۳٪ از پذیرفته‌شدگان این کشور را تشکیل می‌دادند. طبق گزارش انجمن کالج‌های پزشکی آمریکا (AAMC) ۴۸٫۴٪ (۸٬۳۹۶ مورد) از مدرک پزشکی اعطا شده در ایالات متحده در سال‌های ۲۰۱۰ تا ۲۰۱۱ توسط زنان کسب شده‌است، که این به نسبت سال‌های ۱۹۸۲ تا ۱۹۹۳، ۲۶٫۸٪ پیشرفت را نشان می‌دهد. در حالی که تعداد زنان فعال در زمینه‌های پزشکی رو به افزایش است، یک مطالعه در سال ۲۰۱۳ تا ۲۰۱۴ گزارش داد که تعداد زنان در پست‌های رهبری در دانشکده‌های پزشکی قابل توجه است. این مطالعه نشان داد که زنان در مقایسه با همتایان مرد خود ۱۶٪ رئیس‌ها، ۲۱٪ استادها و ۳۸٪ از اعضای هیئت علمی را تشکیل می‌دهند.
زنان در پرستاری نیز همچنان چیره هستند. در سال ۲۰۰۰، ۹۴٫۶٪ از پرستاران ثبت شده در ایالات متحده زن بودند. در کل مشاغل بهداشتی در ایالات متحده، تعداد زنان در سال ۲۰۱۱ تقریباً ۱۴٫۸ میلیون نفر بود.

## در ایران

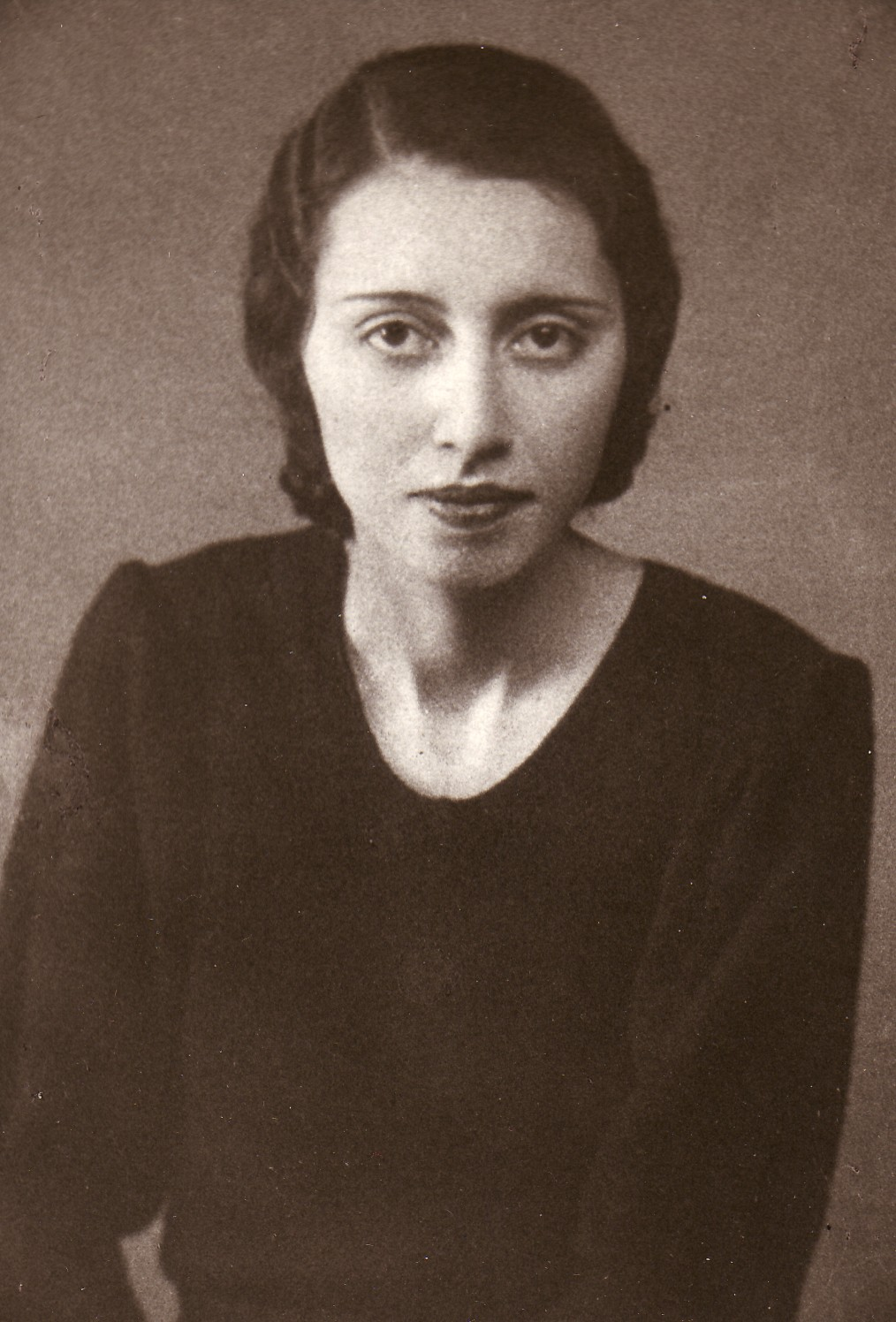
بدری تیمورتاش مادر دندانپزشکی ایران

پزشکی یکی از نخستین حوزه‌هایی به‌شمار می‌رود که زنان ایرانی پس از دگرگونی‌های اجتماعی در میانه‌های دوره قاجار بدین سو در آن شرکت کرده‌اند. یاکوب ادوارد پولاک، پزشک اروپایی دربار ناصرالدین‌شاه، از فعالیت زنان چشم‌پزشک و داروساز سنتی در ایران یاد می‌کند.
بیمارستان نسوان (امیراعلم کنونی) در سال ۱۳۲۲ خورشیدی به‌منظور ایجاد زایشگاه و تربیت پرستار و ماما تأسیس شد. چون پزشکان مرد از معاینه زنان منع می‌شدند، چند پزشک زن خارجی به ایران دعوت و در آن جا استخدام شدند. اقدس غربی و اختر فردوس، نخستین زنانی بودند که در دوره پهلوی اول با تحصیل در حوزه داروسازی در دانشگاه تهران، به‌عنوان نخستین زنان دکتر داروساز در ایران دانش آموختند. سکینه پری نخستین زن جراح و سرطان‌شناس ایران بود و نصرت‌الملوک کاشانچی نیز نخستین زن پزشک قانونی کشور به‌شمار می‌رفت. سادات سید باقر مداح نیز به عنوان مادر پرستاری نوین ایران و بدری تیمورتاش به عنوان نخستین زن دندانپزشک کشور شناخته می‌شود.